# Шахар (мошав)
Шахар (ивр. שַׁחַר‎) — сельскохозяйственный мошав в Израиле на южной прибрежной равнине (3 километра к западу от Кирьят-Гата), принадлежащий региональному совету Лахиш. В 2020 году его население составляло 879 человек.

## История
Мошав был основан 26 мая 1955 года репатриантами из Северной Африки, к которым присоединились несколько семей из города Кочин в штате Керала в Индии, а позже также из Ирака. Шахар — шестой мошав, построенный в районе Хевель-Лахиш. Название поселения было дано ему как знак зарождения расселения в районе Лахиша.
Фермеры мошава одними из первых в Израиле перешли на выращивание цветов в международном масштабе, а также на выращивание комнатных растений. По сей день в мошаве есть несколько питомников, которые продают растения, орхидеи, розы, виноград и овощи по всей стране и за её пределами. Со строительством пристройки в мошаве в 1999 году по поручению Министерства сельского хозяйства был создан проект теплицы для жителей поселка, желающих принять в нём участие.
В 2017 году в честь празднования 60-летия со дня основания мошава Шахар вышла книга, в которой описаны истории жизни всех основателей мошава. Мошав известен большим количеством теплиц в нём. В каждом поместье раньше располагалась действующая ферма. Фермеры мошава получили много похвал от ряда видных политических деятелей и членов правительства, которые посещали мошав, среди прочего, благодаря большому успеху в выращивании и сбыте роз и комнатных растений в суровых погодных условиях и торговле с низким содержанием ресурсов при его создании. Среди гостей: премьер-министры Давид Бен-Гурион и Леви Эшколь, президенты Эзер Вейцман и Ицхак Навон, а также министры Шуламит Алони и Арье Элиав, который является одним из основателей Хевель-Лахиш. Несколько членов «Шахара» из Кочина присоединились к визиту Эзера Вейцмана в Индию, когда он был президентом.

## Экономика
Шахар — сельскохозяйственное поселение, принадлежащее движению Мошавим. В мошаве (как и в других населенных пунктах регионального совета) действует молодёжное движение «Новое движение». В здании есть клуб, магазин, секретариат, две спортивные площадки и две синагоги. Клуб мошава используется для проведения собраний молодёжного движения, проведения праздников и различных общественных мероприятий. Недавно по инициативе раввина ишува открылся учебный центр, на котором студенты вместе учатся различным наукам.
Население в мошаве смешанное и включает в себя как светское, так и традиционное и религиозное население. В поселении проживает около 165 семей, состоящих из основателей мошава, живущих на фермах, а также из последующих поколений и молодых пар, живущих в пристройках.

## Галерея

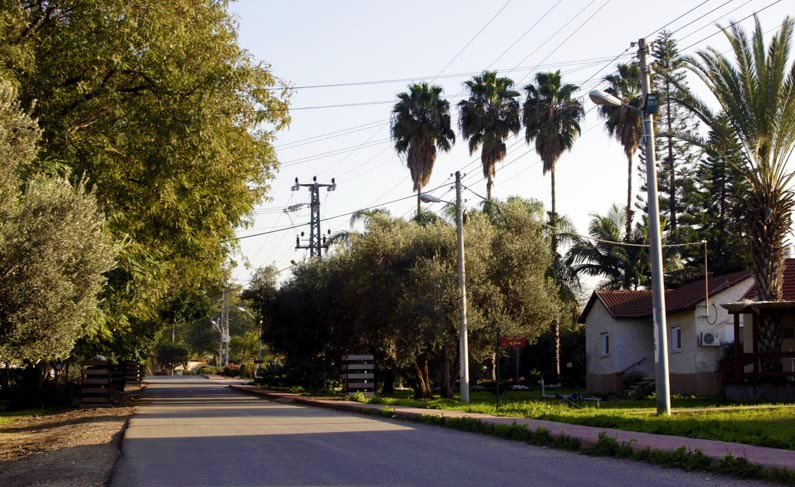
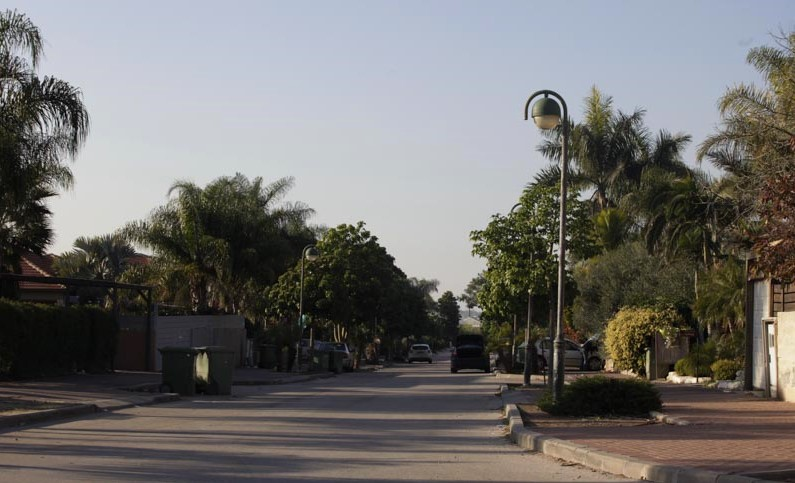
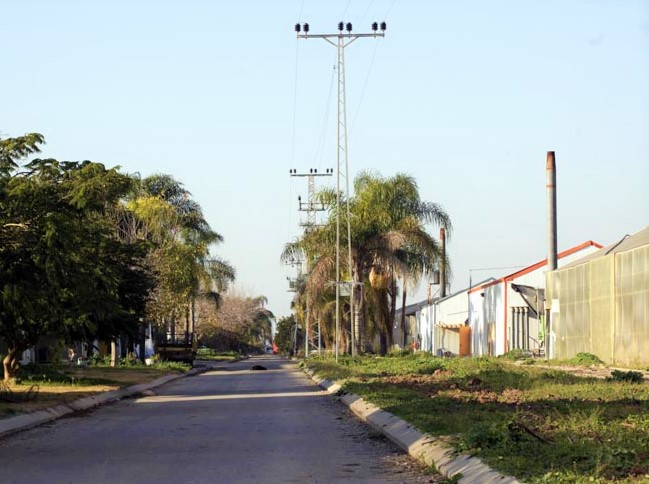

## Население
По данным Центрального статистического бюро Израиля, население на начало 2020 года составляло 879 человек.